# Serie A 1957/1958
Soutěžní ročník Serie A 1957/1958 byl 56. ročník nejvyšší italské fotbalové ligy a 26. ročník pod názvem Serie A. Konal se od 8. září 1957 do 25. května 1958 a skončila vítězstvím Juventusu, který vyhrál po šesti letech již desátý titul a tak jako první italský klub mohl používat zlatou hvězdičku nad logem klubu.
Nejlepším střelcem se stal velšský fotbalista John Charles (Juventus), který vstřelil v sezoně 28 branek.

## Události

### Před sezonou
Z hlediska pravidel měl tým, který skončil na předposledním místě, hrát play-off proti druhému týmu z 2. ligy. Zavedení tohoto pravidla pro sestupy byl velice chaotický, protože se rozhodlo že soutěž bude od příští sezony hrát 16 týmů místo 18. Tato nová pravidla nalezla odpor ligy, která ji označila za neplatnou kvůli zneužití moci a diktované politickými důvody. To všechno trvalo měsíce, dokud nový prezident Ligy Giuseppe Pasquale, který nastoupil za vyhozeného Saveria Giuliniho (kvůli ne postupu Itálie na MS 1958), zrušil v polovině sezóny toto pravidlo a sestup měl znamenat pro dva kluby a počet týmů v lize měl zůstat stejný.
Obhájci titulu z Milána se posílili o argentinského záložníka Grilla (Independiente) a také začal hrát odchovanec Giovanni Trapattoni. Naopak nikdo významný neodešel. Jejich městský rival Inter představil nového trenéra, Angličana Jesse Carvera, který slavil titul z Juventusem (1949/50). Spousta hráčů odešlo: Nesti (Prato), Bearzot (Turín), Vonlanthen a Giacomazzi (oba Alessandria). Přišel Venturi (Řím), 15letý talent Corso (Audace SME) a z Argentiny Angelillo (Boca Juniors). Poslední tři sezony měl Juventus velmi špatné výsledky a tak se vedení klubu rozhodlo že angažuje trenéra z Jugoslávie a to Ljubiša Broćiće. Z hráčů přišel z hostování Mattrel (Anconitana), po 2 letech se vrátil Ferrario (Triestina), přišel 17letý talent Nicolè (Padova) a střelec Charles (Leeds). Největším příchodem se stal Sívori (River Plate), který stál tehdy 190 milionů lir, což byla rekordní suma. Od Bianconeri odešel na hostování Hamrin (Padova) a Robotti (Fiorentina).
Další změny byli: 
Benito Sarti (Padova → Sampdoria), Marcello Agnoletto (Sampdoria → Vicenza), Adriano Bassetto (Atalanta → Vicenza), Lucidio Sentimenti (Vicenza → Cenisia), Francisco Lojacono (Vicenza → Fiorentina), Augusto Magli (Udinese → Řím), Enzo Menegotti (Udinese → Řím), Bernard Vukas (Hajduk Split → Boloňa), Humberto Maschio (Racing Club → Boloňa), Francesco Rosetta (Fiorentina → Verona), Amleto Frignani (Udinese → Janov), Paolo Barison (Benátky → Janov) a Riccardo Carapellese (Janov → Catania)

### Během sezony
Od začátku sezony se do vedení dostal Juventus, těsně následovaného dobrou Neapolí. Milán neměl dobrý začátek, protože v prvních 14 zápasech vyhrál pouze jednou a ocitl se tak přímo v pásmu sestupu. Nováčci soutěže Alessandria a Verona se do zimy drželi v první polovině tabulky. Největším překvapením se stala Padova, která díky trenéru Roccim a střelci Hamrina hrála v top trojce.
V jarní části se Bianconeri utrhlo a nakonec vyhrálo ligu o propastných 8 bodů před Fiorentinou a mohlo si tak přišít první hvězdu za deset vítězství v lize. Překvapení sezony Padova skončila třetí a milánské kluby skončili na děleném 9. místě. 
Verona se po slibném začátku propadla do pásma sestupu a nakonec i sestoupila společně s Atalantou, když prohrálo play off s Bari (2 tým ze Serie B).

## Účastníci
| Klub        | Město       | Stadion                      | Trenér | Nejlepší střelec                      |
| ----------- | ----------- | ---------------------------- | --- | ------------------------------------- |
| Alessandria | Alessandria | Stadio Giuseppe Moccagatta   | Franco Pedroni + Luciano Robotti | Roger Vonlanthen (8)                  |
| Atalanta    | Bergamo     | Stadio Comunale              | Carlo Rigotti (1.–9. kolo) Giuseppe Bonomi (10. kolo) Carlo Rigotti (11.–12. kolo) Giuseppe Bonomi (13. kolo) Karl Adamek + Luigi Tentorio | Raúl Conti, Marino Perani (6)         |
| Boloňa      | Boloňa      | Stadio Comunale              | Ljubo Benčić (1.–8. kolo) Raffaele Sansone (9. kolo) György Sárosi                                                                         | Ezio Pascutti, Gino Pivatelli (12)    |
| Fiorentina  | Florencie   | Stadio Comunale              | Fulvio Bernardini | Miguel Montuori (12)                  |
| Inter       | Milán       | Stadio San Siro              | Jesse Carver | Antonio Angelillo (16)                |
| Janov       | Janov       | Stadio Luigi Ferraris        | Renzo Magli (1.–9. kolo) Annibale Frossi                                                                                                   | Julio Abbadie (13)                    |
| Juventus    | Turín       | Stadio Comunale di Torino    | Ljubiša Broćić | John Charles (28)                     |
| Lazio       | Řím         | Stadio Olimpico              | Milovan Ćirić (1.–19. kolo) Alfredo Monza + Dino Canestri                                                                                  | Arne Selmosson (9)                    |
| Milán       | Milán       | Stadio San Siro              | Giuseppe Viani | Carlo Galli (12)                      |
| Neapol      | Neapol      | Stadio della Liberazione     | Amedeo Amadei | Luís Vinício (21)                     |
| Padova      | Padova      | Stadio Silvio Appiani        | Nereo Rocco | Kurt Hamrin (20)                      |
| Řím         | Řím         | Stadio Olimpico              | Alec Stock (1.–11. kolo) Gunnar Nordahl | Dino da Costa (19)                    |
| Sampdoria   | Janov       | Stadio Luigi Ferraris        | William Dodgin (1.–21. kolo) Adolfo Baloncieri                                                                                             | Eddie Firmani (23)                    |
| SPAL        | Ferrara     | Stadio Comunale              | Paolo Tabanelli | Pietro Broccini, Giancarlo Vitali (6) |
| Turín       | Turín       | Stadio Filadelfia            | Blagoje Marjanović (1.–23. kolo) Fioravante Baldi                                                                                          | Dionisio Arce (10)                    |
| Udinese     | Udine       | Stadio Moretti               | Giuseppe Bigogno | Bengt Lindskog (13)                   |
| Verona      | Verona      | Stadio Marcantonio Bentegodi | Angelo Piccioli (1.–31. kolo) Guido Tavellin + Luigi Bonizzoni                                                                             | Emanuele Del Vecchio (13)             |
| Vicenza     | Vicenza     | Stadio Romeo Menti           | Giovanni Varglien (1. –7. kolo) Roberto Lerici                                                                                             | Sergio Campana (13)                   |

## Tabulka
| Poř. | Tým         | Z  | V  | R  | P  | VG | OG | B  |
| ---- | ----------- | -- | -- | -- | -- | -- | -- | -- |
| 1.   | Juventus    | 34 | 23 | 5  | 6  | 77 | 44 | 51 |
| 2.   | Fiorentina  | 34 | 16 | 11 | 7  | 56 | 36 | 43 |
| 3.   | Padova      | 34 | 16 | 10 | 8  | 55 | 42 | 42 |
| 4.   | Neapol      | 34 | 17 | 6  | 11 | 65 | 55 | 40 |
| 5.   | Řím         | 34 | 12 | 12 | 10 | 46 | 42 | 36 |
| 6.   | Boloňa      | 34 | 12 | 10 | 12 | 47 | 43 | 34 |
| 7.   | Vicenza     | 34 | 13 | 7  | 14 | 51 | 48 | 33 |
| 8.   | Turín       | 34 | 11 | 11 | 12 | 42 | 49 | 33 |
| 9.   | Milán       | 34 | 19 | 14 | 11 | 61 | 47 | 32 |
| 10.  | Udinese     | 34 | 10 | 12 | 12 | 51 | 46 | 32 |
| 11.  | Inter       | 34 | 10 | 12 | 12 | 36 | 36 | 32 |
| 12.  | Janov       | 34 | 9  | 12 | 13 | 53 | 60 | 30 |
| 13.  | Sampdoria   | 34 | 9  | 12 | 13 | 54 | 61 | 30 |
| 14.  | Alessandria | 34 | 9  | 12 | 13 | 36 | 42 | 30 |
| 15.  | Lazio       | 34 | 10 | 10 | 14 | 45 | 65 | 30 |
| 16.  | SPAL        | 34 | 10 | 10 | 14 | 32 | 52 | 30 |
| 17.  | Atalanta    | 34 | 6  | 16 | 12 | 29 | 49 | 28 |
| 18.  | Verona      | 34 | 10 | 6  | 18 | 44 | 62 | 26 |

Poznámky
- Z = Odehrané zápasy; V = Vítězství; R = Remízy; P = Prohry; VG = Vstřelené góly; OG = Obdržené góly; B = Body
- za výhru 2 body, za remízu 1 bod, za prohru 0 bodů.
- při rovnosti bodů rozhodovalo skóre
- Verona hrála s Bari play off o misto v Serii A.

|  | Mistr a přímý postup do PMEZ 1958/59 |
|  | Účast Veletržního poháru 1958/60     |
|  | Sestup do Serie B                    |

## Statistiky

### Výsledková tabulka
|             | Alessandria | Atalanta | Boloňa | Fiorentina | Janov | Inter | Juventus | L. Vicenza | Lazio | Milán | Neapol | Padova | Řím | Sampdoria | SPAL | Turín | Udinese | Verona |
| ----------- | ----------- | -------- | ------ | ---------- | ----- | ----- | -------- | ---------- | ----- | ----- | ------ | ------ | --- | --------- | ---- | ----- | ------- | ------ |
| Alessandria | –           | 0:0      | 2:0    | 1:0        | 3:1   | 2:1   | 1:2      | 2:1        | 4:0   | 0:0   | 0:0    | 0:0    | 1:3 | 2:0       | 0:0  | 0:0   | 1:2     | 3:1    |
| Atalanta    | 1:1         | –        | 1:1    | 0:0        | 1:1   | 1:0   | 0:0      | 2:4        | 1:1   | 1:0   | 2:4    | 1:1    | 0:0 | 1:0       | 0:0  | 0:1   | 1:1     | 2:1    |
| Boloňa      | 3:1         | 3:1      | –      | 0:3        | 3:3   | 1:0   | 3:4      | 4:0        | 5:0   | 0:0   | 1:1    | 0:0    | 0:0 | 3:3       | 0:1  | 2:1   | 2:2     | 1:0    |
| Fiorentina  | 0:0         | 2:2      | 2:1    | –          | 2:0   | 0:0   | 1:3      | 1:0        | 5:2   | 1:1   | 2:1    | 1:4    | 4:2 | 3:1       | 0:0  | 1:1   | 1:0     | 4:1    |
| Janov       | 0:2         | 1:2      | 0:0    | 1:3        | –     | 0:0   | 1:3      | 1:0        | 5:2   | 1:1   | 2:1    | 1:4    | 4:2 | 3:1       | 0:0  | 1:1   | 1:0     | 4:1    |
| Inter       | 1:1         | 1:1      | 0:2    | 0:1        | 1:0   | –     | 2:2      | 1:0        | 5:2   | 1:0   | 0:1    | 0:0    | 1:1 | 2:2       | 4:0  | 0:0   | 0:1     | 1:0    |
| Juventus    | 2:1         | 3:0      | 4:1    | 0:0        | 3:2   | 3:1   | –        | 5:2        | 3:1   | 1:0   | 1:3    | 2:1    | 3:0 | 4:1       | 3:1  | 4:1   | 2:0     | 3:2    |
| L. Vicenza  | 4:0         | 2:0      | 3:2    | 3:0        | 3:3   | 2:0   | 2:1      | –          | 1:0   | 1:1   | 4:0    | 1:2    | 3:1 | 2:4       | 2:0  | 1:1   | 0:0     | 1:1    |
| Lazio       | 2:1         | 3:1      | 4:3    | 2:2        | 0:0   | 3:1   | 1:4      | 2:0        | –     | 1:1   | 4:1    | 1:0    | 2:1 | 2:2       | 1:1  | 1:1   | 1:0     | 4:0    |
| Milán       | 1:1         | 5:0      | 0:1    | 2:1        | 1:5   | 2:2   | 1:1      | 4:1        | 6:1   | –     | 2:2    | 1:1    | 1:1 | 0:1       | 4:2  | 4:0   | 1:1     | 2:0    |
| Neapol      | 4:1         | 2:2      | 0:1    | 3:1        | 4:0   | 1:0   | 4:3      | 3:1        | 1:1   | 1:0   | –      | 4:0    | 0:0 | 0:1       | 2:0  | 3:0   | 3:2     | 6:0    |
| Padova      | 2:1         | 0:3      | 3:1    | 3:2        | 6:3   | 0:0   | 1:1      | 1:0        | 3:1   | 3:2   | 3:0    | –      | 3:0 | 2:0       | 3:0  | 3:0   | 0:0     | 2:0    |
| Řím         | 2:1         | 0:0      | 2:0    | 0:0        | 2:1   | 0:1   | 4:1      | 1:1        | 3:0   | 3:3   | 0:2    | 3:1    | –   | 5:1       | 1:1  | 2:0   | 3:3     | 2:1    |
| Sampdoria   | 1:1         | 1:1      | 0:1    | 3:1        | 0:0   | 0:2   | 3:2      | 1:1        | 1:1   | 0:2   | 3:0    | 3:2    | 3:1 | –         | 1:1  | 4:0   | 3:5     | 1:1    |
| SPAL        | 3:2         | 2:1      | 0:2    | 2:2        | 1:1   | 2:0   | 0:1      | 1:3        | 3:0   | 1:5   | 1:2    | 1:1    | 1:0 | 1:0       | –    | 0:1   | 2:0     | 1:1    |
| Turín       | 0:0         | 4:0      | 0:0    | 2:1        | 4:2   | 2:3   | 0:1      | 1:0        | 1:1   | 3:2   | 4:3    | 2:0    | 0:0 | 4:3       | 0:1  | –     | 6:2     | 0:0    |
| Udinese     | 2:0         | 1:0      | 1:0    | 1:1        | 2:2   | 1:1   | 0:1      | 0:1        | 1:0   | 1:1   | 7:0    | 1:2    | 1:2 | 3:3       | 5:0  | 1:1   | –       | 2:0    |
| Verona      | 3:0         | 3:0      | 1:0    | 0:1        | 1:3   | 2:4   | 2:3      | 1:0        | 1:0   | 4:3   | 4:3    | 1:1    | 0:1 | 5:3       | 1:2  | 2:0   | 3:2     | –      |

### Play off
| 20. červenec 1958 | Verona | 0 – 1 | Bari | Boloňa |  |  |
|                   |        |       |      |        |  |  |
|                   |        |       |      |        |  |  |

| 24. červenec 1958 | Bari | 2 – 0 | Verona | Řím |  |  |
|                   |      |       |        |     |  |  |
|                   |      |       |        |     |  |  |

- Verona sestoupila do Serie B.

### Střelecká listina
| Pořadí | Jméno                | Klub      | Branky |
| ------ | -------------------- | --------- | ------ |
| 1.     | John Charles         | Juventua  | 28     |
| 2.     | Eddie Firmani        | Sampdoria | 23     |
| 3.     | Omar Sívori          | Juventua  | 22     |
| 4.     | Luís Vinício         | Neapol    | 21     |
| 5.     | Kurt Hamrin          | Padova    | 20     |
| 6.     | Dino da Costa        | Řím       | 19     |
| 7.     | Antonio Angelillo    | Inter     | 16     |
| 8.     | Julio Abbadie        | Janov     | 13     |
| 8.     | Sergio Campana       | Vicenza   | 13     |
| 8.     | Bengt Lindskog       | Udinese   | 13     |
| 8.     | Emanuele Del Vecchio | Verona    | 13     |

## Vítěz
| Serie A Vítěz pro rok 1957/58 |
| ----------------------------- |
| Juventus FC                   |
|                               |